# Giftschrank

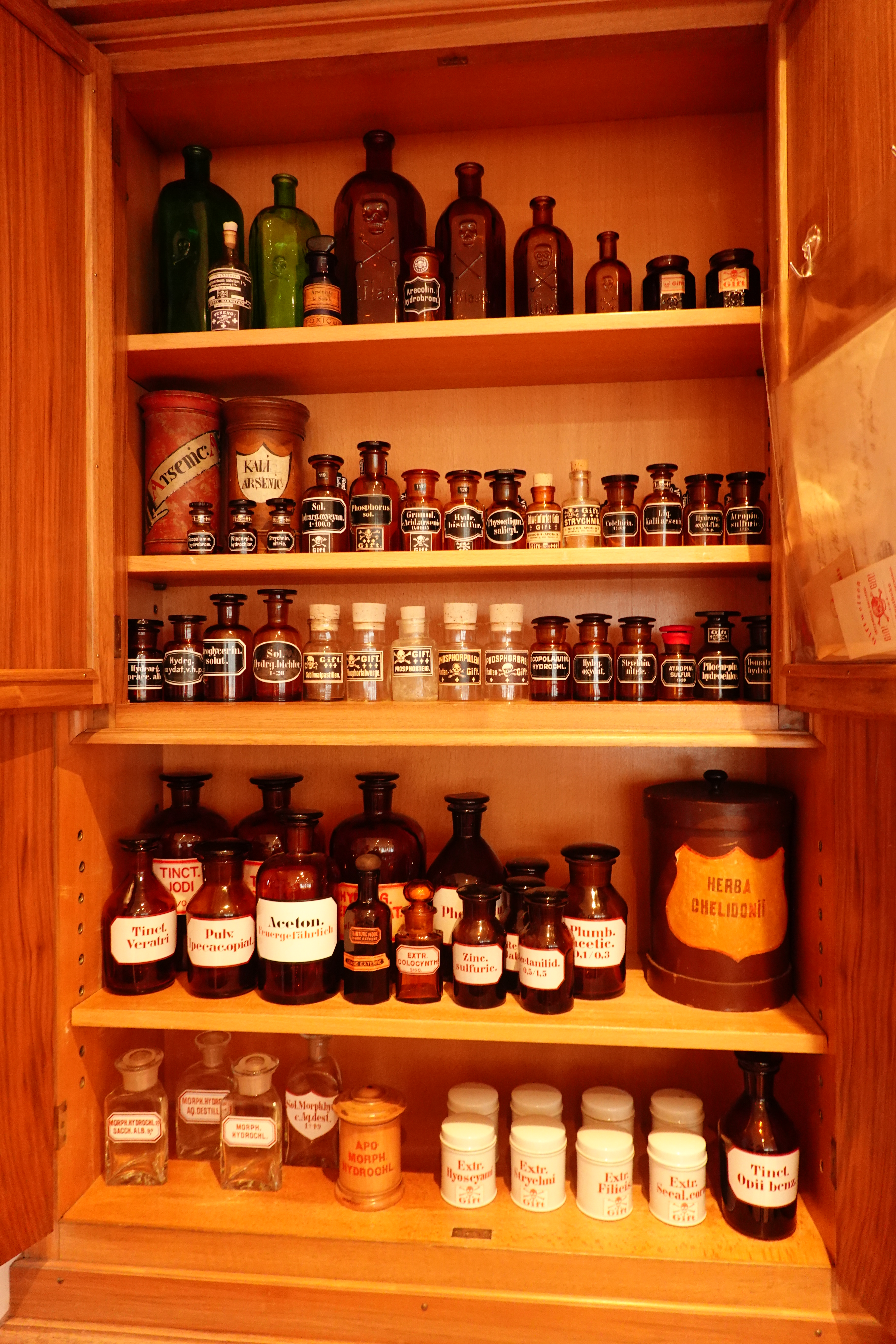
Foto eines Giftschrankes in einem Apothekenmuseum

Der Giftschrank hält gesetzlich eingestufte Gifte in Apotheken, Krankenhäusern, Schulen und Laboratorien unter Verschluss. Dabei handelt es sich um einen verschließbaren Schrank, in dem besonders gefährliche Medikamente sowie Gifte aufbewahrt werden.

## Verwendung in Apotheken
Venena (lat. Venenum = Gift) waren Substanzen, die früher nach dem Arzneibuch in einem besonderen Schrank unter Verschluss „sehr vorsichtig zu lagern“ waren. Diese Vorschrift ist mit der aktuellen Apothekenbetriebsordnung entfallen. Nach dem Gefahrstoffrecht werden diese Substanzen häufig als „sehr giftig“ eingestuft. Das Gefahrstoffrecht gilt nicht für Fertigarzneimittel, sondern nur für Stoffe und Zubereitungen mit gefährlichen Eigenschaften (ätzend, leicht entzündlich, umweltgefährlich). Die Einstufung eines Stoffes kann sich ändern, so musste früher Coffeinum mit einem Totenkopfetikett beklebt im Giftschrank lagern (früher „giftig“, inzwischen „gesundheitsschädlich“).

## Umgangssprachliche Bedeutung
Sonderbestände innerhalb von Mediensammlungen, die der Allgemeinheit der Benutzer aus verschiedenen Gründen nicht zugänglich sein sollen, werden im Bibliothekswesen Remota genannt, umgangssprachlich wird in Analogie zum medizinischen Giftschrank auch vom „Giftschrank“ einer Bibliothek etc. gesprochen.